# Ernesto Mayz Vallenilla
Ernesto Mayz Vallenilla (Maracaibo, Zulia, 3 de setembro de 1925) é um filósofo venezuelano.

## Biografia
Graduou-se em 1950, na Universidade Central da Venezuela. Fez cursos de especialização nas Universidades de Göttingen e Freiburg, na Alemanha. Na Universidade de Freiburg foi aluno de Martin Heidegger. Obteve o título de doutor em Filosofia no ano de 1954. Professor de Teoria do Conhecimento na instituição na qual se formou, a Universidade Central da Venezuela, também nela dirigiu o Departamento de Gnosiologia e Filosofia das Ciências. Em 1970 foi um dos reitores fundadores da Universidade Simón Bolívar.
Ernesto Mayz Vallenilla é autor de diversos livros sobre a fenomenologia, dentre os quais se destaca a obra Fenomenología del Conocimiento (1956, dissertação), uma interpretação da fenomenologia de Edmund Husserl, reeditada em 1976.